# Școlile Publice din Detroit

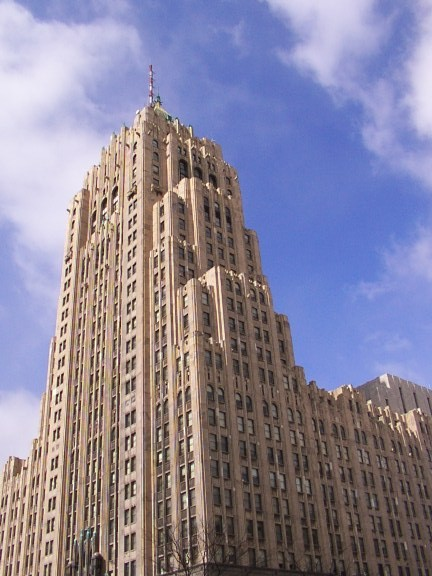
Clădirea Fisher Building, în care își are sediul districtul școlar Școlile Publice din Detroit.

Școlile Publice din Detroit (engleză Detroit Public Schools - DPS) este un district școlar care se ocupă de administrarea școlilor publice din Detroit, SUA. Districtul are sediul în clădirea Fisher Building din zona „New Center⁠(en)[traduceți]” din Detroit.
În anul școlar 2011-2012 districtul a administrat 134 de școli și a avut un buget de 1 237 494 733 USD. Tot atunci numărul elevilor din Școlile Publice din Detroit (școlile de stat) a fost de c. 66 000. Alți c. 56 000 de elevi au urmat Școlile Publice Charter din Detroit, rezultând un număr total de elevi de c. 122 000. În anul 2007 în școlile din district au activat 15 535 de profesori.